# Museo nacional de Guyana
El Museo nacional de Guyana (en inglés: Guyana National Museum) fue constituido el 13 de febrero de 1868. La idea de iniciar un museo fue concebida por los miembros de la Real Sociedad Agrícola y Comercial de la Guayana Británica. Cuando la real sociedad fue establecida en 1844, uno de sus objetivos era la construcción de un museo para albergar minerales locales, suelos, maderas, frutos, semillas, gomas, resinas, colorantes y medicamentos, así como la flora y la fauna del país. El explorador británico Robert Schomburgk, el botánico alemán Carl Ferdinand Appun, Bratt señor, y WH Campbell ofrecieron presentes (incluyendo 55 minerales, maderas indígenas de Inglaterra, así como muestras de la botánica y la geología) con el fin de iniciar una colección del museo. Un incendio en 1864 destruyó las colecciones donadas. Fue renombrado y modificado varias veces.
Como el uso de la Biblioteca Pública Gratuita adjunta se expandía, un nuevo espacio para el museo fue considerado. En julio de 1950 la real sociedad asumió el control del Museo de la Guayana Británica de manos de la Biblioteca Pública Gratuita. El nuevo edificio del museo en el North Road y la calle Hincks se reabrió el 28 de julio de 1951 por un Oficial de Administración del Gobierno, John Gutch.